# Howard Weinstein
Howard Weinstein (* 16. září 1954 USA) je americký spisovatel, známý českým čtenářům především jako autor řady knih z prostředí Star Treku, psal příběhy pro televizní seriály, články a recenze v mnoha časopisech i novinách. Patří k hnutí Trekkies, často vystupoval na různých conech, přednáškách ve školách a knihovnách.

## Životopis
Žil dlouho na předměstí New Yorku společně s jeho dopisovatelkou Annie a společně s ní jezdil po přednáškách. Pak se oženil s Susan.

## Dílo
Ve svých 19 letech se roku 1974 stal nejmladším profesionálním autorem pro Star Trek

### SF Star Trek Nová generace
- The Covenant of the Crown, vydána roku 1981 jako první novela o ST
- Deep Domain, vydání 1987, bestseller na trhu USA
- Power Hungry, vydání 1989, v Česku vyšlo pod názvem Boj o moc
- Exiles, vydání 1990, v Česku pod názvem Vyhnanci

### SF Star Trek – Animovaný TV seriál
- Piráti z Orionu, epizoda z roku 1974